# Fumel Communauté
Fumel Communauté est une  ancienne communauté de communes française, située dans le département de Lot-et-Garonne et la région Nouvelle-Aquitaine.
En 2016, Fumel Communauté et la communauté de communes de Penne-d'Agenais fusionnent pour former au 1er janvier 2017 la communauté de communes Fumel Vallée du Lot.

## Historique
Elle est née en 2011 de la fusion de la Communauté de communes du Fumelois-Lémance et de la Communauté de communes du Tournonnais.

## Communes adhérentes
| Nom                       | Code Insee | Gentilé        | Superficie (km2) | Population (dernière pop. légale) | Densité (hab./km2) |
| ------------------------- | ---------- | -------------- | ---------------- | --------------------------------- | ------------------ |
| Fumel (siège)             | 47106      | Fumélois       | 22,66            | 4 980 (2014)                      | 220                |
| Anthé                     | 47011      | Anthais        | 13,93            | 202 (2014)                        | 15                 |
| Blanquefort-sur-Briolance | 47029      |                | 41,93            | 485 (2014)                        | 12                 |
| Bourlens                  | 47036      |                | 15,44            | 365 (2014)                        | 24                 |
| Cazideroque               | 47064      | Cazideroquois  | 11,94            | 231 (2014)                        | 19                 |
| Condezaygues              | 47070      | Condezayguais  | 10,81            | 852 (2014)                        | 79                 |
| Courbiac                  | 47072      | Courbiacais    | 9,05             | 127 (2014)                        | 14                 |
| Cuzorn                    | 47077      | Cuzornais      | 23,34            | 861 (2014)                        | 37                 |
| Lacapelle-Biron           | 47123      | Capelains      | 13,96            | 452 (2014)                        | 32                 |
| Masquières                | 47160      |                | 12,31            | 185 (2014)                        | 15                 |
| Monsempron-Libos          | 47179      | Monsempronnais | 9,05             | 2 085 (2014)                      | 230                |
| Montayral                 | 47185      | Montayralais   | 24,54            | 2 776 (2014)                      | 113                |
| Saint-Front-sur-Lémance   | 47242      | Saint-Frontais | 19,58            | 549 (2014)                        | 28                 |
| Saint-Georges             | 47328      |                | 15,96            | 554 (2014)                        | 35                 |
| Saint-Vite                | 47283      | Saint-Vitois   | 5,47             | 1 190 (2014)                      | 218                |
| Sauveterre-la-Lémance     | 47292      | Sauveterrois   | 23,46            | 535 (2014)                        | 23                 |
| Thézac                    | 47307      | Thézacais      | 11,21            | 184 (2014)                        | 16                 |
| Tournon-d'Agenais         | 47312      | Tournonnais    | 21,26            | 692 (2014)                        | 33                 |
| Trentels                  | 47315      | Trentellois    | 19,47            | 812 (2014)                        | 42                 |

## Démographie
| 1999 | 2009   | 2011 |
| ---- | ------ | ---- |
| -    | 18 675 | -    |

## Compétences

### Compétences obligatoires
- Aménagement de l'espace
- Développement économique

### Compétences optionnelles
- Création, aménagement et entretien de la voirie
- Protection et mise en valeur de l'environnement
- Culture
- Sport
- Enfance et jeunesse

### Compétences facultatives
- Assainissement collectif et non collectif
- Pompes funèbres
- Mise en place d’un réseau haut débit
- Élaboration du plan de mise en accessibilité de la voirie et des espaces publics.

## Administration
| Période | Période | Identité          | Étiquette | Qualité                                                                                                  |
| ------- | ------- | ----------------- | --------- | --- |
| 2011    | 2016    | Jean-Louis Costes | UMP       | Député de la 3e circonscription de Lot-et-Garonne, conseiller général du canton de Fumel, maire de Fumel |